# Canoa polo
La canoa polo è uno sport di squadra con la palla che si svolge in acqua, in cui i giocatori (5 in campo e 3 in panchina) si muovono su canoe. È un gioco simile per alcuni aspetti alla pallanuoto, anche se la porta sospesa ricorda più il canestro della pallacanestro. Lo scopo del gioco è fare più goal della squadra avversaria, in un tempo reale di 20 minuti (due tempi da 10', in cui il cronometro viene fermato ad ogni goal e ad ogni sospensione del gioco segnalata dall'arbitro), destinando la palla in una porta di 1 m x 1,5 m sospesa due metri sul livello dell'acqua e protetta da un giocatore che usa la pagaia, sollevandola perpendicolarmente all'acqua, per parare i tiri.
La palla è la medesima che si usa in pallanuoto e può essere giocata sia con le mani che con la pagaia.
Il campo di gioco è costituito da uno specchio d'acqua rettangolare, libero da ostacoli, lungo 35 m e largo 23 m, delimitato da un cordone di boe. Può essere installato sia su specchi d'acqua naturali (laghi, mare, ecc.) che in piscine. Il requisito fondamentale è che l'acqua sia completamente ferma, ossia non vi siano correnti che possano in qualche modo aiutare una delle due squadre.
I cambi sono illimitati senza bisogno di fermare il gioco purché non siano mai presenti contemporaneamente più di 5 giocatori (compresa tutta l'attrezzatura) della stessa squadra nel campo di gioco. Le riserve, quindi gli altri componenti della squadra, occupano lo spazio dietro la propria porta oltre la linea di fondo campo.
Le canoe devono avere lunghezza compresa tra 2,1 e 3,1 metri e larghezza tra 50 e 60 cm, dotate di una protezione morbida su punta e coda per addolcire gli impatti. Le canoe in uso sono propriamente dei kayak, che grazie alla protezione offerta dal gonnellino paraspruzzi non si riempiono d'acqua nemmeno in caso di ribaltamento dei giocatori. 

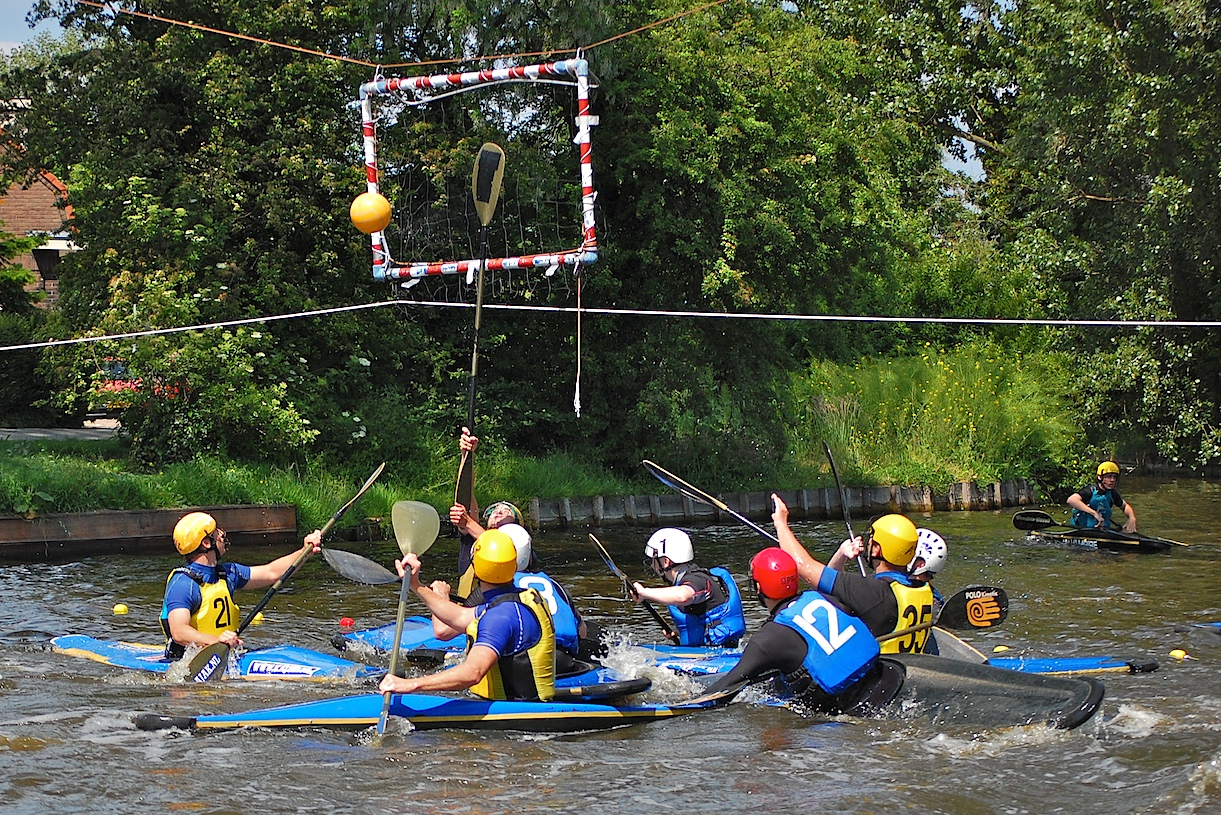
I giocatori devono cercare di segnare in una porta sospesa due metri sul livello dell'acqua e protetta da un giocatore che usa la pagaia, sollevandola perpendicolarmente all'acqua, per parare i tiri.

Tutti i giocatori di una squadra devono indossare una maglia, un corpetto protettivo, e un casco munito di griglia per ogni impatto che potrebbe essere ragionevolmente previsto nel corso di tutte le gare. Corpetto e casco devono riportare il numero identificativo del giocatore, le divise di gioco sono uguali per tutti i giocatori della squadra senza distinzione di ruolo.
Il portiere, nel cui ruolo i giocatori possono alternarsi anche durante la stessa azione, difende la propria porta issando verticalmente la pagaia e in tale posizione non può essere attaccato dai giocatori avversari.
La direzione di gara è affidata a due arbitri, che si muovono lungo i due opposti lati lunghi del campo di gioco. Gli arbitri sono coadiuvati da due guardalinee posti sulla linea di fondo, mentre al tavolo siedono il cronometrista e l'addetto al referto.
L'arbitro può punire le infrazioni con un semplice tiro libero o con un tiro di rigore e sanzionare i giocatori con un cartellino verde (ammonizione semplice), giallo (espulsione temporanea di 2 minuti) o rosso (espulsione definitiva partita in corso e squalifica automatica della partita successiva).
Nel 2011 è stata istituita la regola dello Shot clock, secondo la quale una squadra ha un tempo limite di 60 secondi per andare al tiro e concludere l'azione d'attacco. La regola è stata utilizzata in Italia la prima volta in occasione della Coppa Italia disputata a Bologna il 26 e 27 marzo 2011.

## Origini
Questo sport si giocava in Inghilterra e in Germania, come documentato nelle sedi del Kanu G. di Essen e del Rote Mühle di Amburgo, mentre dagli anni settanta era utilizzato come alternativa agli allenamenti invernali di canoa. Risultando subito molto divertente, fu esportato in tutta Europa.
La prima partita giocata in Italia si svolse durante un raduno internazionale di canoa fluviale organizzato dal Natisone Kayak Club di Manzano, sul fiume Natisone il 9 settembre 1979. Reza Alì organizzò quel giorno il primo torneo di canoa polo in Italia. Quattro le squadre partecipanti: Natisone Kayak Club, Canoa Club Udine, Canoa Club XXX Ottobre di Trieste e Soske Elektrarne dalla Slovenia. L'anno successivo il torneo fu vinto dal Canoa Club Portogruaro, una new entry mai vista che batté ai rigori il Natisone, con Mauro Piccolo capocannoniere del torneo. Il trofeo consisteva in una coppa itinerante e i premi erano magliette e una targa in legno al capocannoniere. Si giocava con canoe in vetroresina (fonte Canoa Club Portoguaro)

### Squadre storiche canoa polo italiane
Nel 1979 si formarono le prime squadre nel nord est d'Italia grazie all'attività di Reza Alì del Natisone Kayak Club di Manzano Archiviato il 25 giugno 2016 in Internet Archive..
Nel 1981 Sandro Ceciliato, fondatore del Gruppo Canoe Polesine di Rovigo, organizza ad Albarella un torneo che dai più è considerato come il momento in cui nacque un movimento organizzato; infatti gli atleti che parteciparono a questa esperienza tornarono alle proprie sedi coinvolgendo gli atleti del proprio club a formare una squadra.
Da quell'esperienza si formarono l'anno successivo le squadre del Castelfranco Veneto (di Bandiera, Bonaldo e Macchieraldo) il Canoa Club Ferrara (con Mauro Borghi), il Gruppo Canoe Polesine (con Ceciliato e Donzelli), il Canoa Club Vicenza (con Giordan, Cenzon, Dori), il Canoa Club Legnago (con Carletto Prato) e il Canoa Club Padova. Negli anni successivi la canoa polo dilagò in veneto con altre squadre come il Kayak Polo Rangers di Padova, il Valstagna (con un giovanissimo Pierpaolo Ferrazzi che più tardi vincerà la medaglia d'oro alle olimpiadi di slalom), il Canoa Club Trento-
Intanto in Liguria le Acque Azzurre di Balducci, Hinrichsen e Viola, il Canoa Club Lerici di Azzoni, Farina, Mencarelli, Ricci, Pasquali e Tosini grazie ai collegamenti con i movimenti olandese e tedesco mossero un movimento basato su regole diverse (utilizzo della porta e del pallone di pallanuoto). Il Lerici rimase imbattuto nel cosiddetto gioco mano-pagaia per un lustro.
Nell’ottobre del 1983 si giocò una partita dimostrativa durante la settimana dei Giochi Della Gioventù, presso la piscina dei mosaici del Foro Italico di Roma. Quella partita diede il via alla formazione di altre squadre nel centro sud, prime fra tutte la Roma Canoa Polo A.S. che si allenava sul Tevere, ed il Canoa Club Napoli. Queste due squadre da lì a poco calcarono le scende della canoa polo nazionale italiana. 
Nel gioco di sola pagaia La Gazzetta dello Sport nel 1986 scriveva dei 26 tornei in fila vinti dal club Isac Castelfranco Veneto, con una sola sconfitta nel settembre 1986 a Gorizia contro la Roma Canoa Polo A.S. ai rigori, affermando su questa sconfitta: "ecco quando l'allievo supera il maestro...". I giovanissimi giocatori della Roma, Corazza, Zannoni, Grieo e Gobbo erano stati infatti "iniziati" alla canoa polo proprio da Bonaldo, giocatore di punta della squadra del Castelfranco Veneto.

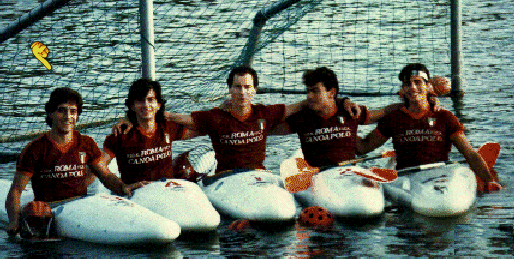
La squadra della Roma Canoa Polo A.S. vincitrice del primo titolo ufficiale italiano (da sx: Zannoni, Corazza, Gobbo, Grieco, Bezzi)

Dal 1987 la F.I.C.K. decise di istituire la prima competizione nazionale adottando il regolamento "solo-pagaia" assai più diffuso in italia. Vinse, manco a dirlo, la Roma Canoa Polo A.S. capitanata dalla ormai stella nascente della canoa polo italiana, Carlo Corazza coadiuvato dai suoi compagni Zannoni, Gobbo F., Grieco I., Bezzi L., Canu G.,Dho P.

### Come si giocava
In Italia si giocava con il cosiddetto "Stile Italiano" che prevedeva la possibilità di toccare il pallone (del tipo pallavolo) esclusivamente con la pagaia e con porte di 4 metri di larghezza per 1,5 m di altezza. Uniche eccezioni Liguria-Lombardia-Emilia-Romagna-Piemonte e Val D'Aosta, dove si giocava col regolamento mano pagaia che prevedeva l'uso delle porte da pallanuoto (3 m x 0,90 m) ed il pallone da pallanuoto junior e la possibilità di toccare la palla anche con le mani. Nel 1986 la Federazione Italiana Canoa Kayak (FICK) formò un Comitato Federale per la Polo e redasse un regolamento, il primo della canoa polo in Europa, codificando le regole dello "Stile italiano" del solo-pagaia. Nello stesso anno ci fu l'esordio della Nazionale italiana, formata non ufficialmente su mandato della FICK Liguria principalmente da giocatori del Lerici, ai Campionati del Mondo di Bourg Saint Maurice. 

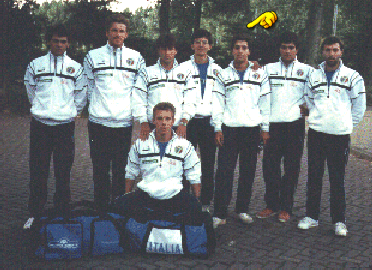
Prima selezione nazionale di canoa polo al torneo di Amsterdam '86 (da sx.: xx del CC Napoli, Medeot del Ferrara, xxx del Castelfranco Veneto, Corazza e Zannoni della Roma Canoa Polo, Donzelli e Bonaldo, in basso xxx del CC Valstagna)

Ad agosto 1986, su mandato FICK affidato a O. Bonaldo, dopo alcuni raduni selettivi, una formazione italiana  ufficiale partecipò al torneo più importante di allora del mano-pagaia ad Amsterdam giocando però con le regole del "Italian Style"  nell'ottica di far appassionare il movimento europeo allo stile italiano.

## L'ufficialità
Dal 1983, in alcune regioni si organizzano dei Campionati Regionali riconosciuti dalla FICK.
Nel 1987 la FICK organizzò il primo torneo nazionale chiamato, la "Coppa Italia". L'anno successivo  alle olimpiadi di  Seul '88, la  ICF stilò un regolamento unificato a livello europeo, che prevedeva l'utilizzo delle mani per gestire la palla e le porte sospese, ma con una deroga per l'Italia dove si continuò fino al 1992 a giocare con le vecchie regole "Italian Style", che consentivano solo l'uso della pagaia e le porte galleggianti. In occasione della riunione ICF del nuovo quadriennio olimpico a Barcellona '92, venne ufficialmente definito a livello mondiale il regolamento della canoa polo equivalente a quello con cui si gioca tuttora. La "Coppa Italia" del 1992 fu l'ultima giocata con lo stile italiano, vinta anch'essa, come la prima, dalla Roma Canoa Polo AS.
L'unificazione del regolamento a livello mondiale ha dato inizio all'istituzione dei campionati mondiali (ogni 2 anni dal 1994, giocati a Sheffield) e dei campionati europei (ogni 2 anni dal 1995, giocati a Roma).

## Regolamento I.C.F.
Nel 1993 la Federazione Italiana Canoa Kayak adottò le regole internazionali e lo "Stile Italiano" scomparve. Si svolse il primo Campionato italiano. Andrea Donzelli venne incaricato di studiare il nuovo regolamento dalla FICK, andando a Sheffield (Gran Bretagna) a seguire un primo grande evento internazionale mai organizzato, anche se non ufficiale per la federazione internazionale.
Nel 1994 la Nazionale di canoa polo dell'Italia partecipò a Sheffield ai Campionati mondiali di canoa polo. Nel girone di qualificazione l'Italia si comportò decorosamente contro le irraggiungibili Gran Bretagna e Francia. Raggiungendo un insperato 9º posto, si mise subito in mostra come la sorpresa del torneo, ed il suo capitano, Gianni Illiano di Lerici, fu subito individuato tra i migliori giocatori al mondo.
Nel 1995, ai Campionati europei di canoa polo di Roma, l'Italia arrivò al 5º posto.
Ai Campionati mondiali di canoa polo del 1996, ad Adelaide in Australia, l'Italia conquistò l'argento sfiorando l'impresa contro i favoriti australiani, ma fu da tutti giudicata come la squadra con il gioco migliore del mondiale.
Il campionato italiano si disputa dal 1993 e oggi è diviso in tre serie (A, A1, e B). Nel 2000 è stato affiancato dal 2000 un ulteriore torneo nazionale: la Coppa Italia.
Dal 2000 si organizza anche un Campionato Europeo Club di canoa polo.
Nel 2004 si sono giocati Campionati Maschili di Serie A, A1 e B, Campionati Femminili serie A e A1 e Campionati Maschili Under 21 serie A.

## Competizioni internazionali
Nel 2005 la canoa polo è stata introdotta ai Giochi mondiali, una manifestazione che comprende competizioni di molte discipline sportive che non sono inserite nel programma ufficiale dei Giochi olimpici.